# 山羊柳
山羊柳（学名：Salix fedtschenkoi）为杨柳科柳属的植物。分布在阿富汗、中亚、伊朗以及中国大陆的新疆等地，生长于海拔3,300米至3,400米的地区，一般生于山沟，目前尚未由人工引种栽培。